# محافظة سانشيز راميريز
محافظة سانشيز راميريز (بالإسبانية: Provincia de Sánchez Ramírez)‏ هي محافظة في جمهورية الدومينيكان، بلغ عدد سكانها 248,807 نسمة وذلك حسب إحصائيات سنة 2014، عاصمتها كوتويي، تبلغ مساحتها 1,196.13 كيلومتر مربع.